# ロンティーン
ロンティーンは、かつてよしもとクリエイティブ・エージェンシー福岡事務所に所属していたお笑いコンビ。

## 略歴
二人とも大分県大分市出身で、2006年に福岡吉本に所属。福岡吉本17期で、同期は機動戦士リウンズ。コンビ名の由来は二人ともロングTシャツを着ていることが多いから。
2010年に東京進出を発表するが解散し、ともに大分に帰郷した。
M-1グランプリ2019にて再結成し、アマチュアとして出場した。

## メンバー
たまちゃん（1987年12月23日 - ）大分県大分市出身。本名は北井真人。
- A型。152cm、45kg。
- 小柄であるため、実年齢より大幅に下に見られることが多い。
- 実家は大分で有名なラーメン屋[2]。

杉崎慶介（すぎさき　けいすけ、1987年11月28日 - ）大分県大分市出身。本名同じ。
- AB型。176cm、62kg。
- 通称は「けっけ」。自らのブログで必ずこのフレーズを使う他、他の福岡吉本芸人からもこのニックネームで呼ばれることが多い。
- お洒落好きだがやや格好をつけたがりな一面があるらしく、歌唱力には問題がなかったにもかかわらず、「いけ好かない」という理由で福岡吉本芸人のカラオケ部オーディションに落選したことがある（ちなみにこの判断を下したのはパタパタママの木下）。
- 解散後は「すぎさきけっけ」の芸名で大分県のローカルタレントとして活動。パークプレイス大分MCなどを務めている。

## 特徴
- 両者とも調理師免許を所持している。
- ネタは漫才、コント。コントは両者が幼稚園児や子供に扮した設定が多い。